# Siesta Acres
Siesta Acres – jednostka osadnicza w Stanach Zjednoczonych, w stanie Teksas, w hrabstwie Maverick.